# Эльтвилле (замок)
Эльтвилле (нем. Burg Eltville) — средневековый замок в городе Эльтвилле-ам-Райн в районе Райнгау-Таунус в земле Гессен в Германии.

## История

### Ранний период
Ещё до 1301 года, то есть во время Таможенной войны на Рейне, на месте замка уже существовала старая башня-крепость. В ходе боевых действий она была разрушена. 

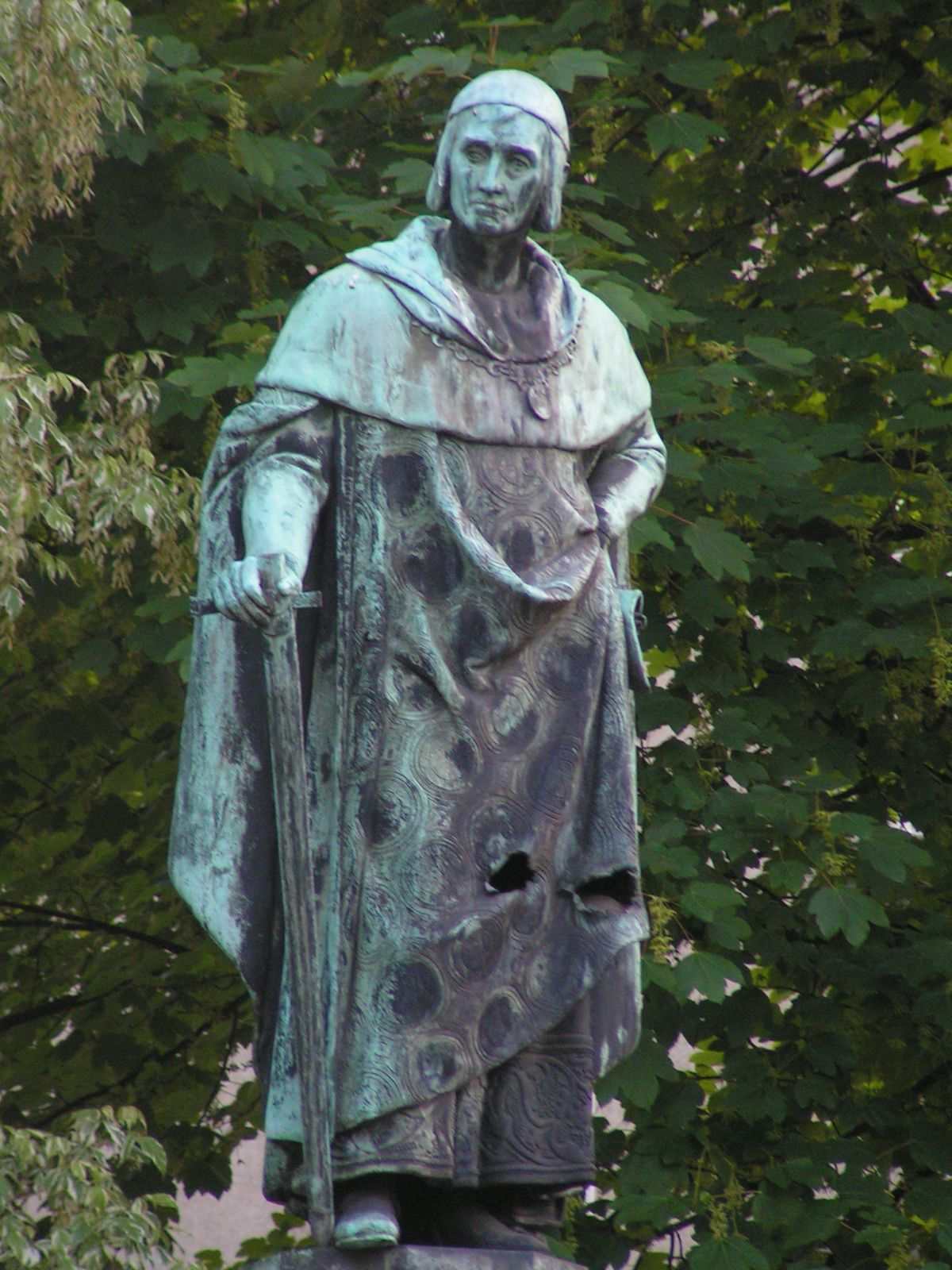
Статуя Бодуэна Люксембургского в Трире

Вскоре после избрания архиепископа из Трира Бодуэн Люксембургский в качестве архиепископа Майнца Эльтвилле был избран местом для строительства архиепископской резиденции. Это было связано с тем, что в самом Майнце Бодуэну Люксембургскому многие относились враждебно. На какое-то время он даже утратил свой пост. Строительство нового замка началось в 1330 году и в основном было завершено в 1345 году. Позднее велись активные строительные работы по расширению крепости и созданию более прочных укреплений. Например, только к 1419 году были завершено возведение и обустройство в жилой башне.
Несколько десятилетий замок был важным комплексом, где проводились собрания курфюрстов и проходили выборы императора Священной Римской империи. Именно здесь в 1465 году майнцский епископ и курфюрст Адольф Нассаусский присвоил изобретателю книгопечатания Иоганну Гутенбергу титул дворянина — единственная почесть, которой первопечатник был удостоен при жизни.

### XVII-XIX века
Во время Тридцатилетней войны в 1635 году замок почти полностью был разрушен шведами. Сохранилась только жилая башня. В 1682 году она была частично перестроена. 

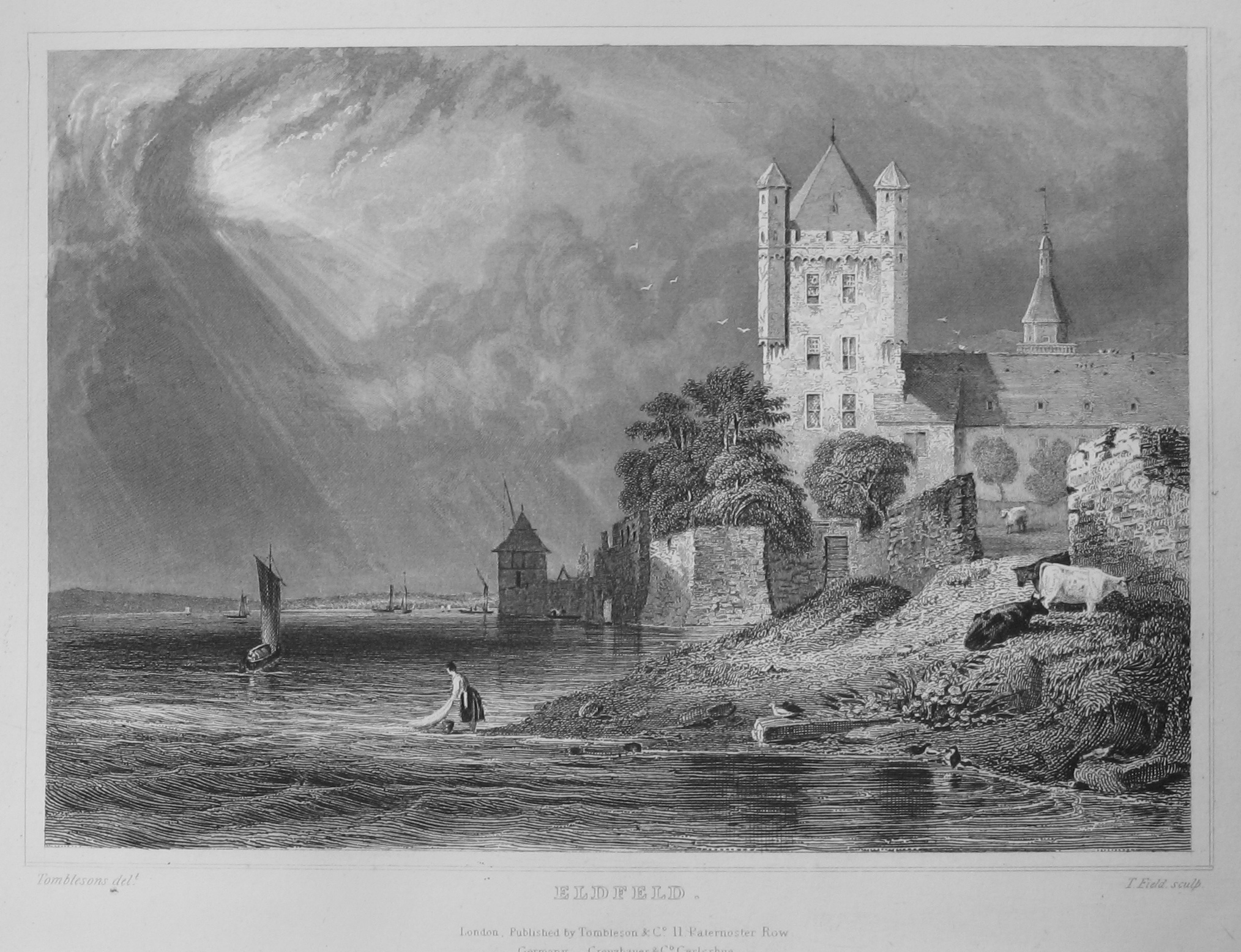
Замок на рисунке 1832 года

К концу XVII века замок пришёл в упадок. Некоторое время он был необитаем.

### XX-XXI века
В 1938 году замковый комплекс был в целом восстановлен. Дальнейшие значительные работы по ремонту Эльтвилле проводились в 1980-х годах. 
В 2008 году начался новый этап реставрационных работ, который продолжался несколько лет.

## Описание замка
В замок можно попасть по мосту (который ранее был подъёмным), который переброшен через внешний ров и ведёт к северным воротам. Слева от ворот расположено восточное крыло, где находился зал собраний курфюрстов и проводились выборы императора. С южной стороны находится высокая башня. Она в прежние времена выполняла и функцию бергфрида и главной жилой башни, где находились покои архиепископа. Высота сооружения составляет 24 метра. К ней примыкает лестничная башня, с помощью которой и возможно попасть на разные уровни строения. 
Первый этаж раньше служил местом размещения слуг и работников замка. В цокольном этаже размещался рыцарский зал. Это было самое роскошное помещение в замке в ту эпоху, когда он был резиденцией Майнцского курфюрста. Здесь были украшены потолок и стены, а огромный камин подчёркивал статус хозяина. Этот зал использовался и как кабинет, и как гостиная, и как приёмная.
В подземную часть комплекса ведёт винтовая лестница с 40 ступенями. 
К западу от башни замка находится дворцовая резиденция. Это бывшее трёхэтажное жилое здание. В настоящее время от неё сохранились только части внешних стен. 
Комплекс был окружён кольцевой зубчатой стеной. Внутрь вели несколько ворот. Некоторое время главными считались южные (со стороны берега Рейна). В западной части комплекса располагался ухоженный сад. Со стороны реки на берегу Рейна размещался форбург. В настоящее время в стене южной стене Эльвилле имеется проход.
Эльтвилле в настоящее время внесен в список памятников архитектуры Германии и классифицируется как «Памятник культуры национального значения».

## Современное использование
Замок является важным туристическим объектом региона. Здесь (на первом этаже главной башни) расположен информационный офис города Эльтвилле-ам-Райн и магазин по продаже сувениров. На верхних этажах находится музей, в котором размещён мемориал Гутенберга с коллекцией предметов, посвящённой истории и искусству печати. На третьем этаже можно посетить экспозицию, посвящённую истории города. Здесь представлено много документов и редких гравюр. На самом верху расположены смотровая площадка. Чтобы сюда подняться придётся преодолеть 118 ступеней. Отсюда открывается прекрасный вид на долину Рейна, город Эльтвилле-ам-Райн и виноградники у подножия холма Таунус.
В комплексе регулярно проходят художественные выставки и проводятся многие культурные мероприятия. Кроме того, в восточном крыле расположен филиал местного ЗАГСа для тех, кто хочет провести свадебные церемонии в романтической атмосфере старинного замка.

## Галерея

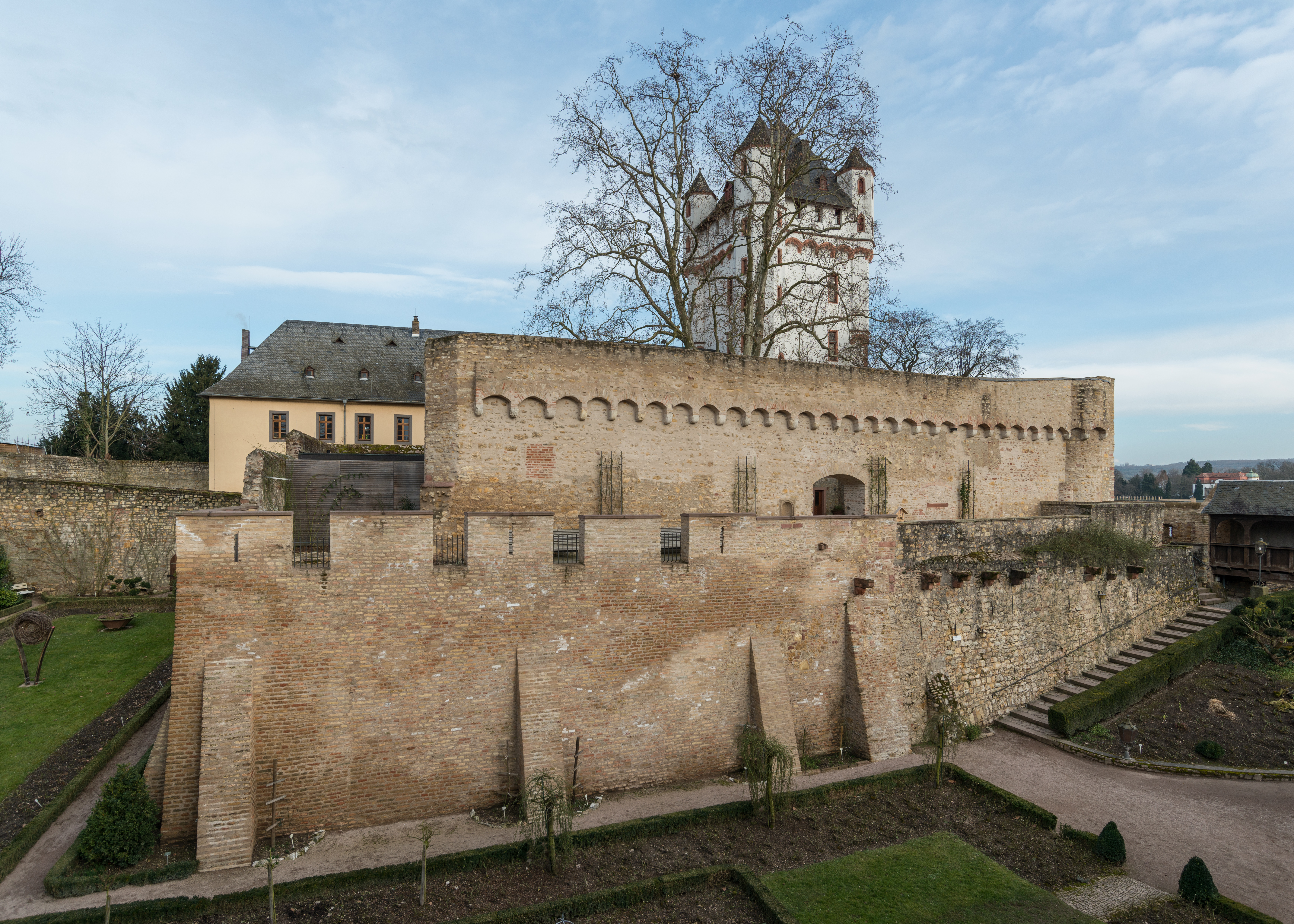
Замок с западной стороны
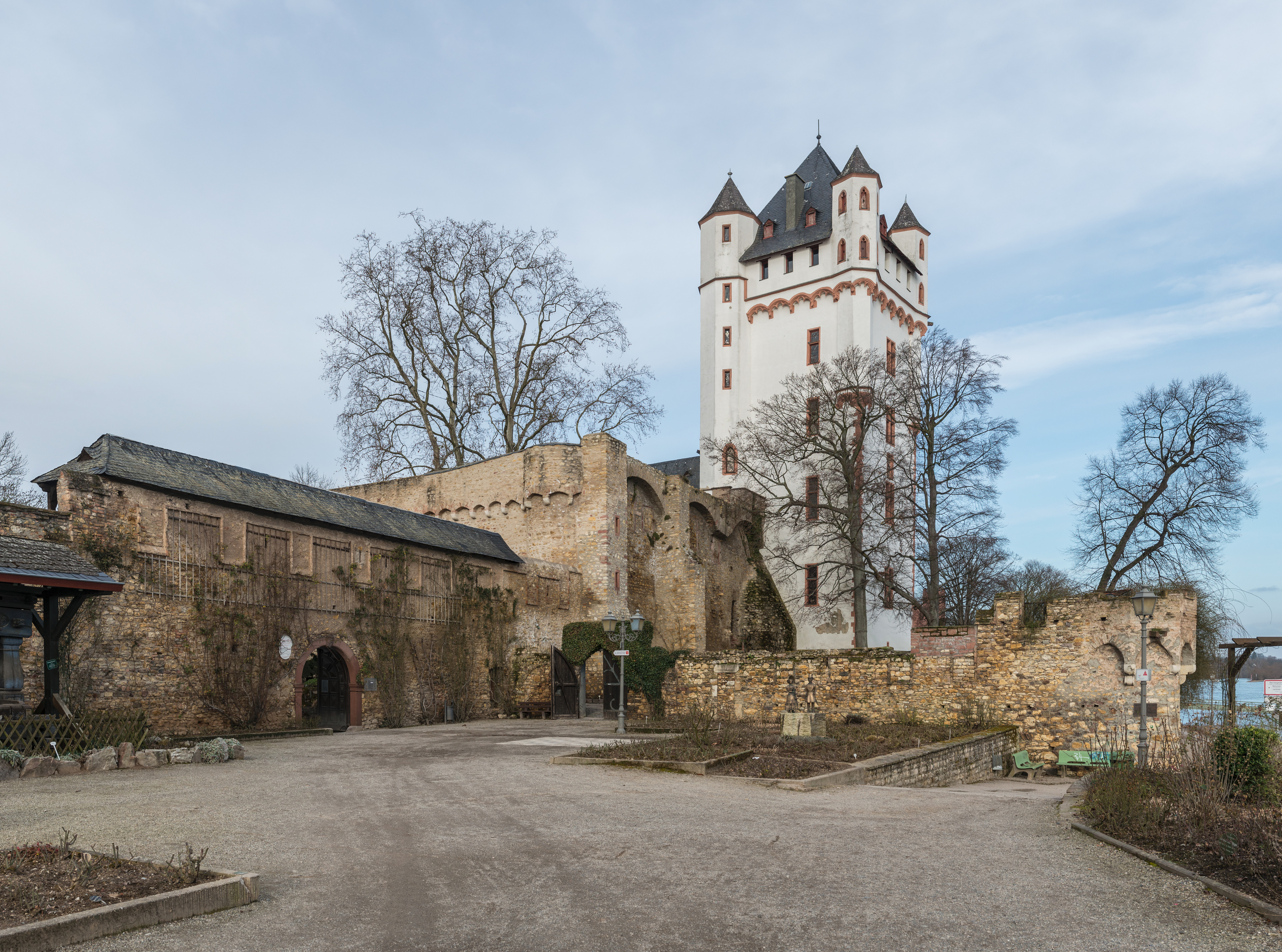
Внутренний двор замка
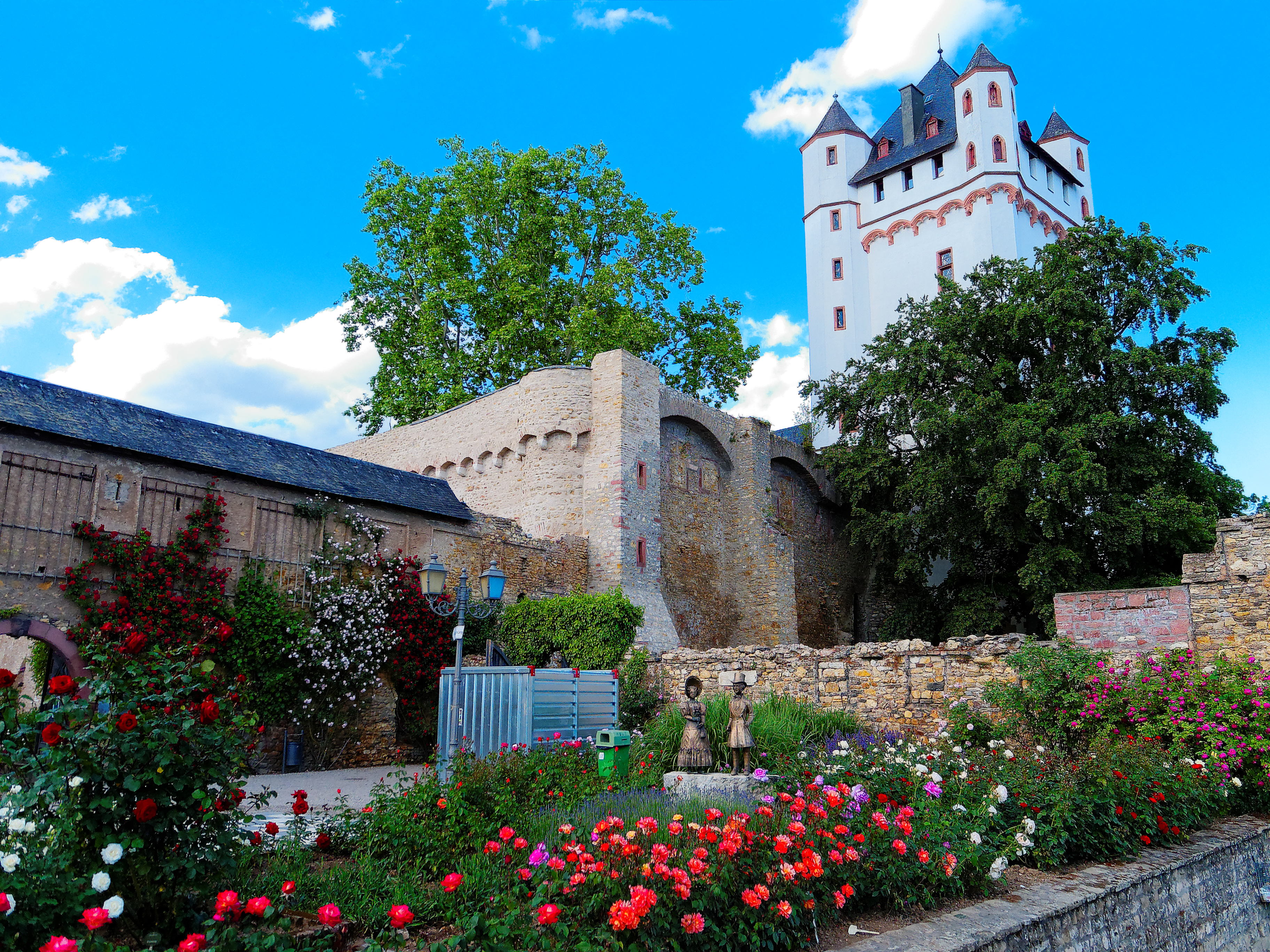
Внутренний сад
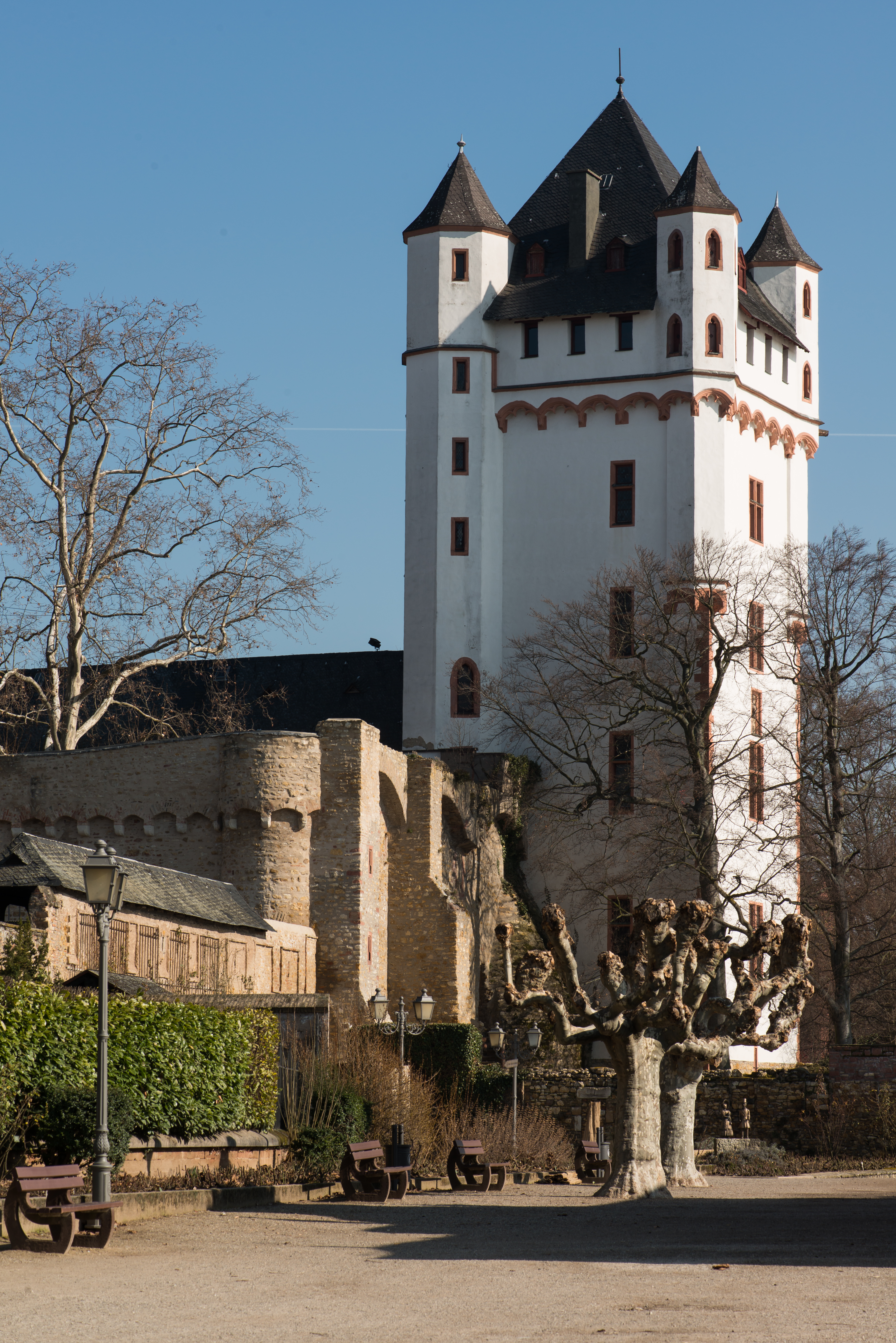
Бергфрид замка
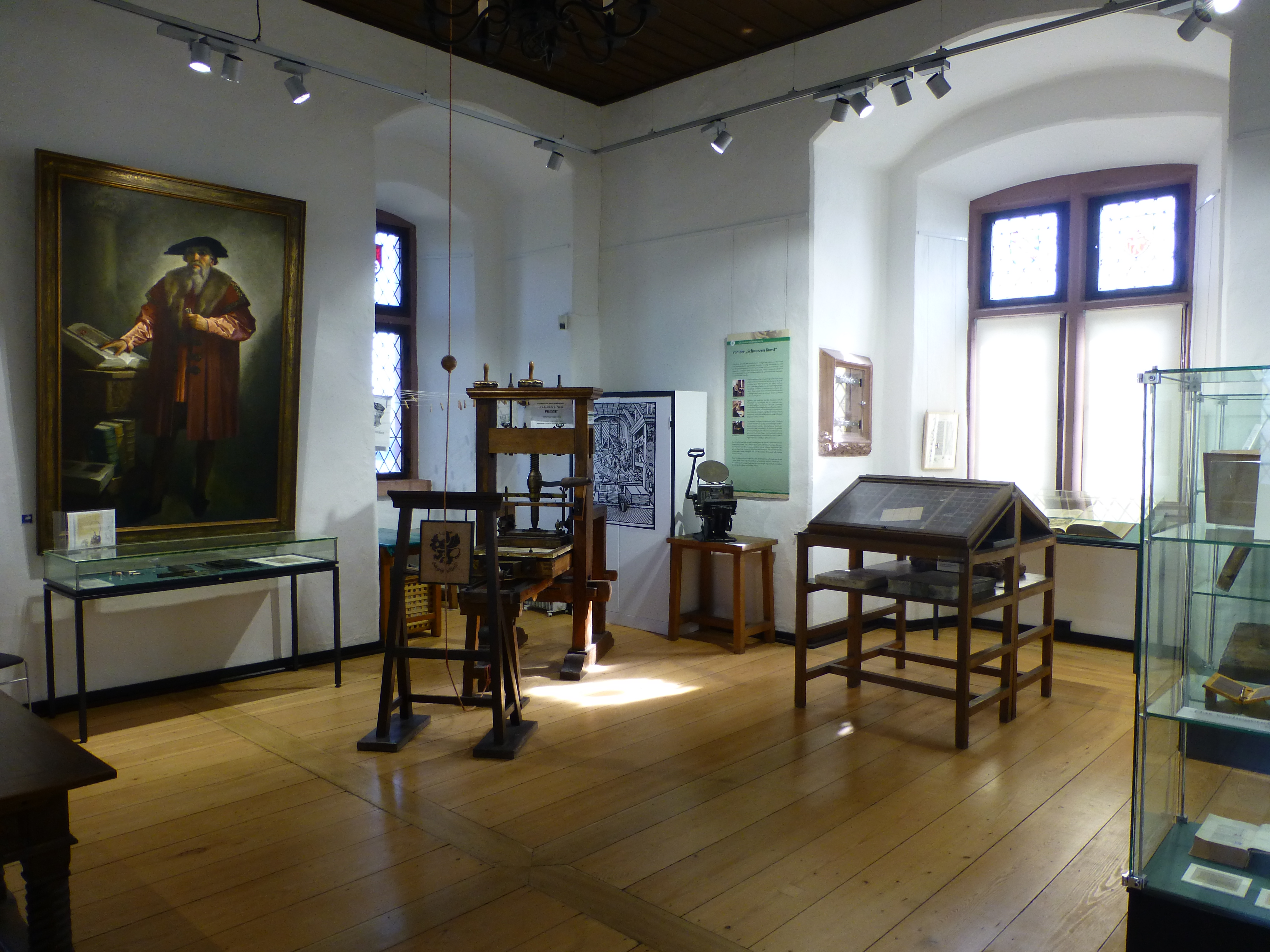
Экспозиция, посвящённая истории изобретения печати